# 깜럼현
깜럼현(베트남어: Huyện Cam Lâm / 縣柑林)은 베트남 중남부 해안 지방에 있는 카인호아성의 현이다. 현도는 국도 1A에 근처에 위치한 깜득(Cam Đức)에 있다.

## 행정 구역
현도 외에는 다음과 같은 사를 관리한다.

### 시진
- 깜득 시진 (Thị trấn Cam Đức, 柑德市鎭)

### 사
- 깜안박 사 (Xã Cam An Bắc, 柑安北社)
- 깜안남 사 (Xã Cam An Nam, 柑安南社)
- 깜하이동 사 (Xã Cam Hải Đông, 柑海東社)
- 깜하이떠이 사 (Xã Cam Hải Tây, 柑海西社)
- 깜히엡박 사 (Xã Cam Hiệp Bắc, 柑協北社)
- 깜히엡남 사 (Xã Cam Hiệp Nam, 柑協南社)
- 깜호아 사 (Xã Cam Hòa, 柑和社)
- 깜프억떠이 사 (Xã Cam Phước Tây, 柑福西社)
- 깜떤 사 (Xã Cam Tân, 柑新社)
- 깜타인박 사 (Xã Cam Thành Bắc, 柑城北社)
- 수오이떤 사 (Xã Suối Tân, 率新社)
- 선떤 사 (Xã Sơn Tân, 山新社)
- 수오이깟 사 (Xã Suối Cát, 率吉社)